# Barbie World
 (septembre 2023).
La mise en forme du texte ne suit pas les recommandations de Wikipédia : il faut le « wikifier ».
Les points d'amélioration suivants sont les cas les plus fréquents. Le détail des points à revoir est peut-être précisé sur la page de discussion.
- Les titres sont pré-formatés par le logiciel. Ils ne sont ni en capitales, ni en gras.
- Le texte ne doit pas être écrit en capitales (les noms de famille non plus), ni en gras, ni en italique, ni en « petit »…
- Le gras n'est utilisé que pour surligner le titre de l'article dans l'introduction, une seule fois.
- L'italique est rarement utilisé : mots en langue étrangère, titres d'œuvres, noms de bateaux, etc.
- Les citations ne sont pas en italique mais en corps de texte normal. Elles sont entourées par des guillemets français : « et ».
- Les listes à puces sont à éviter, des paragraphes rédigés étant largement préférés. Les tableaux sont à réserver à la présentation de données structurées (résultats, etc.).
- Les appels de note de bas de page (petits chiffres en exposant, introduits par l'outil «  Source ») sont à placer entre la fin de phrase et le point final[comme ça].
- Les liens internes (vers d'autres articles de Wikipédia) sont à choisir avec parcimonie. Créez des liens vers des articles approfondissant le sujet. Les termes génériques sans rapport avec le sujet sont à éviter, ainsi que les répétitions de liens vers un même terme.
- Les liens externes sont à placer uniquement dans une section « Liens externes », à la fin de l'article. Ces liens sont à choisir avec parcimonie suivant les règles définies. Si un lien sert de source à l'article, son insertion dans le texte est à faire par les notes de bas de page.
- La présentation des références doit suivre les conventions bibliographiques. Il est recommandé d'utiliser les modèles {{Ouvrage}}, {{Chapitre}}, {{Article}}, {{Lien web}} et/ou {{Bibliographie}}. Le mode d'édition visuel peut mettre en forme automatiquement les références.
- Insérer une infobox (cadre d'informations à droite) n'est pas obligatoire pour parachever la mise en page.

Pour une aide détaillée, merci de consulter Aide:Wikification.
Si vous pensez que ces points ont été résolus, vous pouvez retirer ce bandeau et améliorer la mise en forme d'un autre article.
Singles par Nicki Minaj
Super Freaky Girl
(2022)
Singles par Ice Spice
Karma (avec Taylor Swift)
(2023) Deli
(2023)
Singles par Aqua
I Am What I Am
(2021)
Barbie World est une chanson des rappeuses américaines Nicki Minaj et Ice Spice tirée de Barbie: The Album, la bande originale du film Barbie (2023). Elle a été publiée par Atlantic Records, 10K Projects, et Capitol Records en tant que deuxième single de la bande originale le 23 juin 2023, et a été diffusée à la radio aux États-Unis le 27 juin 2023. La chanson s'inspire fortement du single de 1997 Barbie Girl du groupe danois europop Aqua, qui est crédité en tant qu'interprète et co-auteur de la chanson.
Barbie World a débuté à la septième place du Billboard Hot 100 aux États-Unis, devenant le 23e succès de Nicki Minaj, le quatrième d'Ice Spice et le second d'Aqua dans le top 10. Ailleurs, le single a également atteint le top 10 en Australie, en Autriche, au Canada, au Danemark, en Allemagne, en Grèce, au Luxembourg, en Irlande, en Nouvelle-Zélande, en Norvège, en Pologne, en Afrique du Sud, en Suède, en Suisse et au Royaume-Uni, le top 20 en Islande, en Finlande, en France et en Hongrie, le top 30 en République tchèque et en Lituanie, le top 40 en Belgique et en Slovaquie et le top 50 au Portugal et en Italie.

## Contexte
En 1997, le groupe d'eurodance danois Aqua sort Barbie Girl, une chanson sur deux poupées de mode fabriquées par Mattel nommées Barbie et Ken. La chanson a été un succès massif, propulsant le groupe à l’international,. Pour Stephen Thomas Erlewine, Barbie Girl était un « phénomène inexplicable de culture pop », et Bree Player de Marie Claire Australia a écrit qu'il a contribué à conforter la poupée Barbie en tant qu'icône culturelle. Cependant, Mattel a réagi négativement au hit Barbie Girl et Mattel a poursuivi le label américain d'Aqua, MCA Records, affirmant que le groupe avait violé sa marque et que la nature sexuellement suggestive des paroles avait entaché la réputation de l'entreprise en tant que marque respectueuse des enfants.
Depuis le début de sa carrière, la rappeuse Nicki Minaj a fait de la poupée Barbie une partie importante de son personnage public,,. Un aspect largement connu de son art est son utilisation d'alter egos,, dont l'une s'appelle Harajuku Barbie. À travers cet alter ego, Nicki Minaj met en avant son côté féminin et féru de mode avec des perruques, du maquillage et des ongles aux couleurs vives et éclatantes. Son image de Barbie s'étend au nom de sa fanbase, les Barbz, dérivé du nom de Barbie Harajuku. Mattel a interagi avec Nicki Minaj une fois : les deux ont travaillé sur une poupée personnalisée inspirée de Harajuku Barbie vendue aux enchères pour une association caritative pour les personnes touchées par le VIH/SIDA.
La réalisation d'un film de Barbie en prise de vue réelle était un projet que Mattel cherchait à poursuivre depuis plus de 10 ans, avec de nombreux essais infructueux. Dans une autre tentative, la société a conclu un partenariat avec Warner Bros. Pictures d'ici début 2019 pour créer un film qui mettrait en vedette l'actrice Margot Robbie,. La production a commencé en mars 2022 ; les premières discussions pour la bande originale ont suivi quatre mois plus tard. L'album, produit par Mark Ronson, devait englober plusieurs styles de musique pop contemporaine, de la dance à la K-pop en passant par la drill et le reggaeton. Dans le magazine Time, le journaliste Moises Mendez II indique notamment que le « son global » est un « équilibre entre girl power ironique et hymnes pop ».

## Musique et paroles
Il y a 16 chansons sur la bande originale Barbie: The Album, et Barbie World figure sur la troisième piste. Il sample le titre Barbie Girl d'Aqua en reprenant le refrain chanté par la chanteuse Lene Nystrøm,. La réalisation de la chanson a commencé par la recherche d'un moyen d'intégrer l'échantillon, et Ronson s'est donc tourné vers le producteur RiotUSA pour créer un rythme autour de celui-ci, bien que cela ne figurait pas dans le script initial de la réalisatrice du film, Greta Gerwig. En 2022, le manager de Lene Nystrøm a déclaré que Barbie Girl ne serait pas utilisée dans le film, ce qui a suscité une réaction indignée de la part des fans. Variety a supposé que les mauvaises relations entre Mattel et MCA Records en étaient la cause. Néanmoins, l'équipe derrière la bande originale, y compris Robbie, était motivée incluse le titre d'une manière ou d'une autre,. Ils étaient confrontés à un dilemme : inclure Barbie Girl directement sur la bande originale, ou au contraire la réimaginer. Lorsqu'on lui a demandé pourquoi ils avaient choisi la seconde, Mark Ronson a répondu : « Je ne sais pas, il faudrait demander à Greta. Mais tout dans ce film essaie d'être une réinvention ou une évolution de ce que nous pensons être Barbie, alors peut-être que le sample était une façon de le faire. »
Nicki Minaj est l'une des 19 artistes figurant sur la bande originale Barbie: The Album et l'une des interprètes de Barbie World. L'équipe qui a conçu la bande originale savait qu'elle devait, par tous les moyens, avoir une chanson dans le film. Ils considéraient son approbation comme l'une de leurs plus grandes priorités. Ronson, aux côtés de Gerwig, a estimé que Nicki Minaj était un « choix évident » pour les artistes à inclure dans leur « liste de rêve » de collaborateurs potentiels en raison de son association de longue date avec la marque Barbie,. Il a également fait allusion au nom « Barbz » de sa fanbase pour consolider leur choix,. Dans une interview avec Music Week, Ronson a remarqué, « il n'y a pas moyen d'avoir une bande son Barbie sans Nicki Minaj — la personne qui a littéralement gardé le terme Barbie vivant dans la musique et la culture pop pendant 15 ans ». Au début, Minaj était réticente à l'idée de faire une chanson pour l'équipe, rejetant plusieurs démos de l'équipe. Comme elle l'a révélé dans une interview sur tapis rouge, les gens lui ont envoyé des échantillons de Barbie Girl sur lesquels ils voulaient qu'elle rappe pendant des années, mais elle n'a jamais aimé aucun d'entre eux. Elle a déclaré que chaque échantillon la mettait mal à l'aise ou lui donnait l'impression d'être un gadget,.
Ronson et son équipe ont invité une autre rappeuse, Ice Spice, à contribuer à Barbie World. Ils l'avaient repérée depuis qu'elle était devenue célèbre avec le single Munch (Feelin' U) en août 2022, considérant son statut de « nouvelle chose la plus excitante de la musique » comme quelque chose qui s'avérerait utile pour la bande-son. RiotUSA, son collaborateur de longue date, la met en relation avec Ronson après avoir travaillé sur le sample. Les trois devaient, un soir, se retrouver dans un studio à 21 heures, pour que Ronson montre à Ice Spice un extrait de 20 minutes du film et qu'elle puisse envoyer ses couplets. Les visionnages, selon Ronson, aideraient les artistes à faire correspondre le ton et le thème de leurs paroles aux scènes qui leur sont assignées. Il y a eu un conflit d'horaire entre lui et les deux autres : Ronson a attendu jusqu'à environ 23 heures pour obtenir des nouvelles d'eux, sans réponse,. Il s'est préparé à aller se coucher seulement pour recevoir un message peu de temps après, se rendant au studio et les rencontrant à minuit,. Alors que Ronson n'a pas réussi à convaincre Nicki Minaj de travailler sur Barbie World, il a réussi à le faire avec Ice Spice, en raison de la relation de travail amicale entre les deux rappeurs,.
Le résultat final est une chanson de drill et de pop qui incorpore des éléments de la musique de club de Jersey. Elle combine des percussions syncopées avec de fortes grosse caisses, avec des contributions non créditées de Ronson, qui a joué des touches. Selon Melissa Ruggieri de USA Today, la production se compose d'un « rythme rampant qui se faufile dans et hors de sa pulsation lourde de basses ». L'utilisation de la batterie, outre le fait que Barbie World ne ressemblait pas à un gimmick pour Nicki Minaj, est un autre élément qu'elle a cité pour expliquer pourquoi elle a été attirée par la chanson. Elle a déclaré : La chanson commence par un va-et-vient entre Ice Spice (« And I'm bad like the Barbie ») et Nicki Minaj (« I'm a doll but I still wanna party »). Les deux personnages s'adressent à Jazzie, Stacie et Nikki, trois poupées qui sont canoniquement la cousine, la sœur et l'amie de Barbie, respectivement. Le nom de Nikki fait doublement référence à Nicki Minaj. Par la suite, Nicki Minaj rappe « toutes les Barbies sont mauvaises ». L'une des paroles, annoncée à la fin de la bande-annonce du film, dit « it's Barbie, bitch, if you still in doubt » (c'est Barbie, salope, si tu as encore des doutes). Comme l'a fait remarquer Natalee Gilbert de XXL, Nicki Minaj a inventé « it's Barbie, bitch » (« c'est Barbie, salope ») pour dire au revoir aux gens, influencée par son alter ego, Harajuku Barbie. En raison de l'échantillon, Aqua a reçu des crédits d'interprétation et d'écriture sur la chanson,.

## Sortie de la chanson
Le 10 juin, les deux rappeuses annoncent la date de sortie de la chanson pour le 23 juin 2023, marquant ainsi le quatrième single de la bande originale du film. Nicki Minaj a donné un aperçu de Barbie World à deux reprises sur ses médias sociaux, les 12 et 22 juin,. Il s'agit de la deuxième collaboration entre Nicki Minaj, Ice Spice et le producteur RiotUSA, après le remix de Princess Diana.

## Récompenses
| Année | Récompense             | Catégorie          | Résultat   | Ref.   |
| ----- | ---------------------- | ------------------ | ---------- | ------ |
| 2023  | MTV Video Music Awards | Song of the Summer | En attente | [ 47 ] |

## Pistes audio
- Streaming/digital download

1. Barbie World

- Streaming/digital download – Versions[48]

1. Barbie World (explicit)
2. Barbie World (clean)
3. Barbie World (extended)
4. Barbie World (sped up)
5. Barbie World (slowed down)
6. Barbie World (instrumental)
7. Barbie World (music video)

## Classement musical
| Chart (2023)                            | Peak position |
| --------------------------------------- | ------------- |
| Australie (ARIA)                        | 3             |
| Australie Hip Hop/R&B (ARIA)            | 2             |
| Autriche (Ö3 Austria Top 40)            | 10            |
| Belgique (Wallonie Ultratop 50 Singles) | 36            |
| Canada (Hot 100)                        | 7             |
| Canada (CHR/Top 40)                     | 43            |
| Chili (Monitor Latino)                  | 12            |
| Tchéquie (IFPI Rádio)                   | 28            |
| Danemark (Tracklisten)                  | 9             |
| Finlande (Suomen virallinen lista)      | 13            |
| France (SNEP)                           | 16            |
| Allemagne (Media Control AG)            | 10            |
| Grèce (IFPI)                            | 6             |
| Honduras (Monitor Latino)               | 11            |
| Hongrie (Rádiós Top 40)                 | 20            |
| Islande (Plötutíðindi)                  | 11            |
| Inde (IMI)                              | 16            |
| Irlande (IRMA)                          | 6             |
| Italie (FIMI)                           | 51            |
| Lettonie (LAIPA (en))                   | 18            |
| Lituanie (AGATA)                        | 29            |
| Luxembourg (Billboard)                  | 4             |
| Pays-Bas (Tipparade)                    | 8             |
| Nouvelle-Zélande (Recorded Music NZ)    | 3             |
| Nigeria (TurnTable Top 100)             | 29            |
| Norvège (VG-lista)                      | 7             |
| Panama (Monitor Latino)                 | 13            |
| Pologne (Polish Streaming Top 100)      | 8             |
| Portugal (AFP)                          | 49            |
| Singapour (RIAS)                        | 13            |
| Slovaquie (IFPI Rádio)                  | 31            |
| Afrique du Sud (Billboard)              | 8             |
| Suriname (Nationale Top 40)             | 13            |
| Suède (Sverigetopplistan)               | 9             |
| Suisse (Schweizer Hitparade)            | 8             |
| Royaume-Uni (UK Singles Chart)          | 4             |
| Royaume-Uni (UK R&B Chart)              | 2             |

## Certifications
| Région                                                                     | Certification | Ventes/Streams |
| -------------------------------------------------------------------------- | ------------- | -------------- |
| Canada (Music Canada)                                                      | Or            | 5 000^         |
| Nouvelle-Zélande (RMNZ)                                                    | Or            | 7 500*         |
| Royaume-Uni (BPI)                                                          | Argent        | 0‡             |
| xNon précisé par la certification ‡ventes/streaming selon la certification |               |                |

## Historique de sortie
| Région     | Date         | Format(s)                               | Version     | Label(s)                            | Ref.   |
| ---------- | ------------ | --------------------------------------- | ----------- | ----------------------------------- | ------ |
| Monde      | 23 juin 2023 | - Téléchargement de musique - Streaming | Single      | - Atlantic - 10K Projects - Capitol | [ 89 ] |
| Monde      | 26 juin 2023 | - Téléchargement de musique - Streaming | Versions EP | - Atlantic - 10K Projects - Capitol | [ 48 ] |
| États-Unis | 27 juin 2023 | Contemporary hit radio                  | Single      | - Republic - Capitol                | [ 90 ] |
| États-Unis | 27 juin 2023 | Rhythmic contemporary radio             | Single      | - Republic - Capitol                | ,      |